# Cibla
Cibla è un comune della Lettonia di 3.410 abitanti (dati 2009)

## Geografia antropica

### Suddivisioni amministrative
Il comune è stato istituito nel 2009 ed è formato dalle seguenti unità amministrative:
- Cibla
- Līdumnieki
- Blonti
- Pušmucova
- Zvirgzdene